# Bente Rogge
Pour les articles homonymes, voir Rogge.
Bente Rogge est une joueuse néerlandaise de water-polo née le 2 octobre 1997 à Zaanstad, en Hollande-Septentrionale. Elle a remporté avec l'équipe des Pays-Bas la médaille de bronze du tournoi féminin aux Jeux olympiques d'été de 2024, organisés à Paris.